# Các vụ tấn công Île-de-France tháng 1 năm 2015
Từ ngày 7 đến ngày 9 tháng 1 năm 2015, các cuộc tấn công khủng bố đã xảy ra trên khắp khu vực Île-de-France, đặc biệt là ở Paris. Ba kẻ tấn công đã giết chết tổng cộng 17 người trong bốn vụ nổ súng, và cảnh sát sau đó đã giết chết ba kẻ tấn công. Các vụ tấn công cũng làm 22 người khác bị thương. Một cuộc tấn công bắn súng thứ năm đã không dẫn đến bất kỳ tử vong. Al-Qaeda ở Bán đảo Ả Rập đã nhận trách nhiệm và nói rằng các cuộc tấn công phối hợp đã được lên kế hoạch trong nhiều năm.